# Société de chimie industrielle
La Société de chimie industrielle (SCI) est une association à but non lucratif, reconnue d'utilité publique et établie à la Maison de la Chimie à Paris. Elle fait partie de la Conférence Pasteur, fédérant les organismes français de chimie.
Son objectif est la promotion des applications industrielles de la chimie en France, notamment au travers de conférence et de sa revue scientifique Chimie et Industrie fondée en décembre 1917. Elle soutient le développement du génie chimique en France à partir de 1953.

## Histoire
La Société de chimie industrielle a été créée en 1917 afin de soutenir l'industrie chimique française face à la compétition des autres nations industrielles européennes. « Albin Haller, alsacien d’origine, président d’honneur de la nouvelle société avec Henri Le Chatelier, avait été le fondateur en 1889 de l’Institut de chimie de Nancy. Jean Gérard, secrétaire général, né à Nancy avait étudié à la Faculté des sciences de Nancy en 1907. Paul Kestner, président du bureau, né à Mulhouse, y avait fréquenté l’École de chimie avant de diriger les usines Kuhlmann à Lille et un laboratoire à l’École polytechnique de Zurich. Les membres fondateurs forment donc ce que l’on pourrait appeler un réseau de la France de l’Est complété par Camille Matignon, professeur au Collège de France, bourguignon formé à l’École pratique des hautes études et à l’Institut industriel du Nord, rédacteur en chef de la revue jusqu’en 1934. ».
La revue et le bulletin de la société rendent compte de travaux et de congrès organisés par la Société, dont le premier se tient en 1920 à Paris.

## Actions
La société de chimie industrielle est à l'origine de la théorisation et du développement de l'enseignement du génie chimique en France à partir de 1953.
La Société de chimie industrielle a créé le comité biotech en l'an 2000 qui est devenu en 2004 le comité adebiotech pour le développement de la bioindustrie.
« Elle apporte un soutien logistique à l'Association Française de l'Hydrogène, à la Société Française de Génie des Procédés, et à l'UNAFIC  (Union Nationale des Associations Françaises d'Ingénieurs Chimistes), et assure le secrétariat technique des Fédérations Européennes des Biotechnologies, de la Corrosion  et du Génie Chimique. »